# HD 178329
HD 178329，又名BD+41 3232，SAO 48084、HR 7258，是一颗恒星，视星等为6.49，位于銀經72.15，銀緯14.98，其B1900.0坐标为赤經19h 3m 2.5s，赤緯+41° 14.98′ 32″。